# Königliche Brauerei Krušovice
Die Königliche Brauerei Krušovice AG (tschechisch Královský pivovar Krušovice, a. s.) in Krušovice (deutsch Kruschowitz) ist eine der ältesten Brauereien Böhmens.

## Geschichte

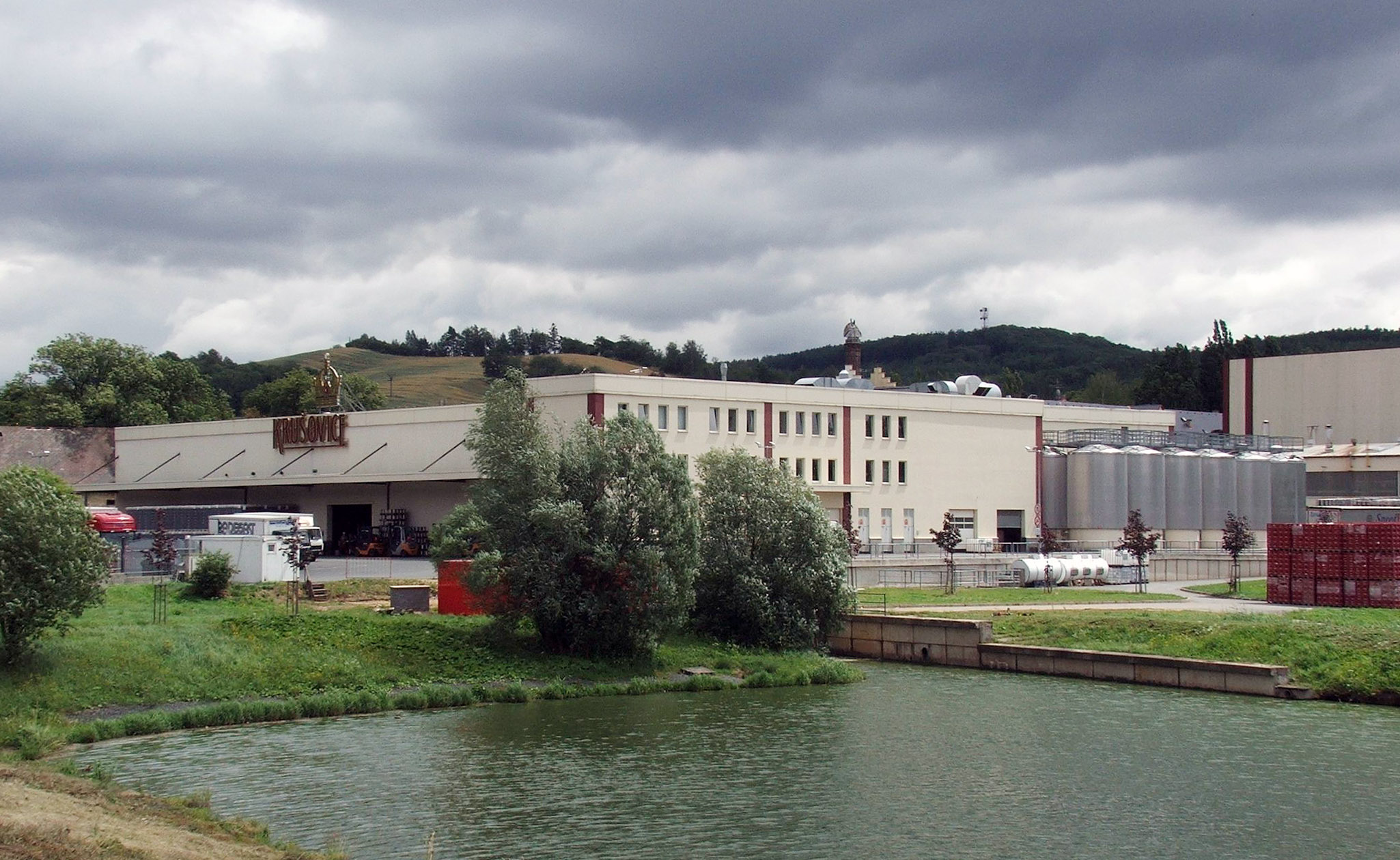
Die Königliche Brauerei Krušovice

Das im Jahre 1995 neu eingeführte Logo mit der Rudolfskrone

Gegründet wurde die Krušovicer Brauerei aufgrund des Sankt-Wenzels-Vertrages (Svatováclavská smlouva) von 1517, der den Adligen erlaubte, auf ihren Gütern Bier zu brauen. Das genaue Entstehungsjahr, das zwischen 1517 und 1581 liegen muss, ist nicht bekannt. Die erste schriftliche Erwähnung stammt von 1581, als Jiří Bírka von Násile, der erste nachweisliche Besitzer, die Brauerei Rudolf II. zum Kauf anbot. Damals bestand sie aus Gärkeller, sechs Bierkellern, zwei Hopfenfeldern, zwei Mühlen und einer Freischenke. Zwei Jahre später kam die Brauerei tatsächlich in den Besitz der böhmischen Krone, als Rudolf II. sie nach dem 1583 getätigtem Kauf der Křivokláter (Pürglitzer) Herrschaft zuordnete. Der Kaiser ließ das Bier auch auf die Prager Burg liefern.
1685 erwarb Ernst Joseph von Waldstein die Brauerei. Er ließ eine neue Mälzerei und eine neue Mühle bauen. Nach Waldsteins Tod brachte seine Tochter Marie 1733 Krušovic als Mitgift in das Fürstenhaus Fürstenberg ein. Die Fürstenbergs bauten eine neue Dampfmaschine ein und bauten Malzdarre, Darrkammer, Sudhaus und Kühlanlagen um.

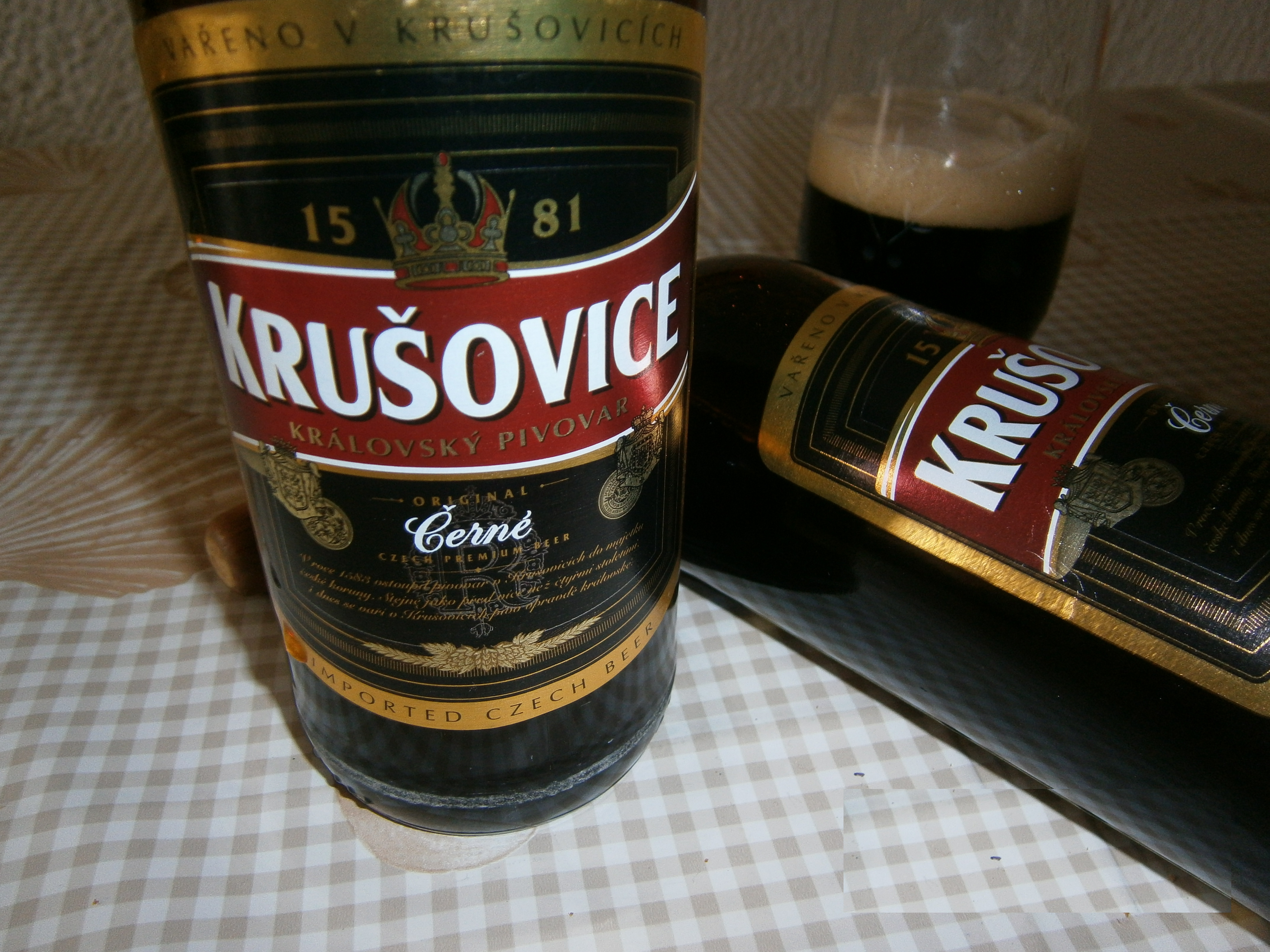
In Deutschland vertriebenes Krušovicer Schwarzes

Wegen der Lage der Brauerei nahe dem Handelsweg nach Prag und der einheimischen Zutaten Gerste, Hopfen und gutem Brauwasser aus den Křivokláter Wäldern entwickelte sich der Betrieb sehr erfolgreich.
Am 15. November 1945 wurde die Brauerei per Dekret des Präsidenten der Republik verstaatlicht. 1961 wurde sie Teil des staatlichen Nationalbetriebs Středočeské pivovary n.p. (Mittelböhmische Brauereien). 1991 wurde der Betrieb wieder selbstständig, blieb jedoch in staatlichem Eigentum.
Am 1. Januar 1992 wurde die Brauerei Krušovice in eine Aktiengesellschaft umgewandelt und dort die erste Abfüllanlage für Keg-Fässer in der Tschechischen Republik installiert. Außerdem wurde der Bierexport in die USA und nach Großbritannien aufgenommen. 1994 kaufte die Binding-Gruppe (seit 2002 Radeberger Gruppe) die Brauerei und modernisierte sie weiter. Ein Jahr später änderte man den Namen des Betriebes in Königliche Brauerei Krušovice und entwarf ein neues Logo. Ab 1996 konnte die Kapazität der Bierabfüllungen weiter ausgebaut werden, ein neu erbautes Sudhaus ging im September 1999 in Betrieb, zwei Jahre später wurde das alte Sudhaus demontiert und abgerissen.
Im Juni 2007 verkaufte die Radeberger Gruppe die Brauerei an Heineken.

## Biersorten

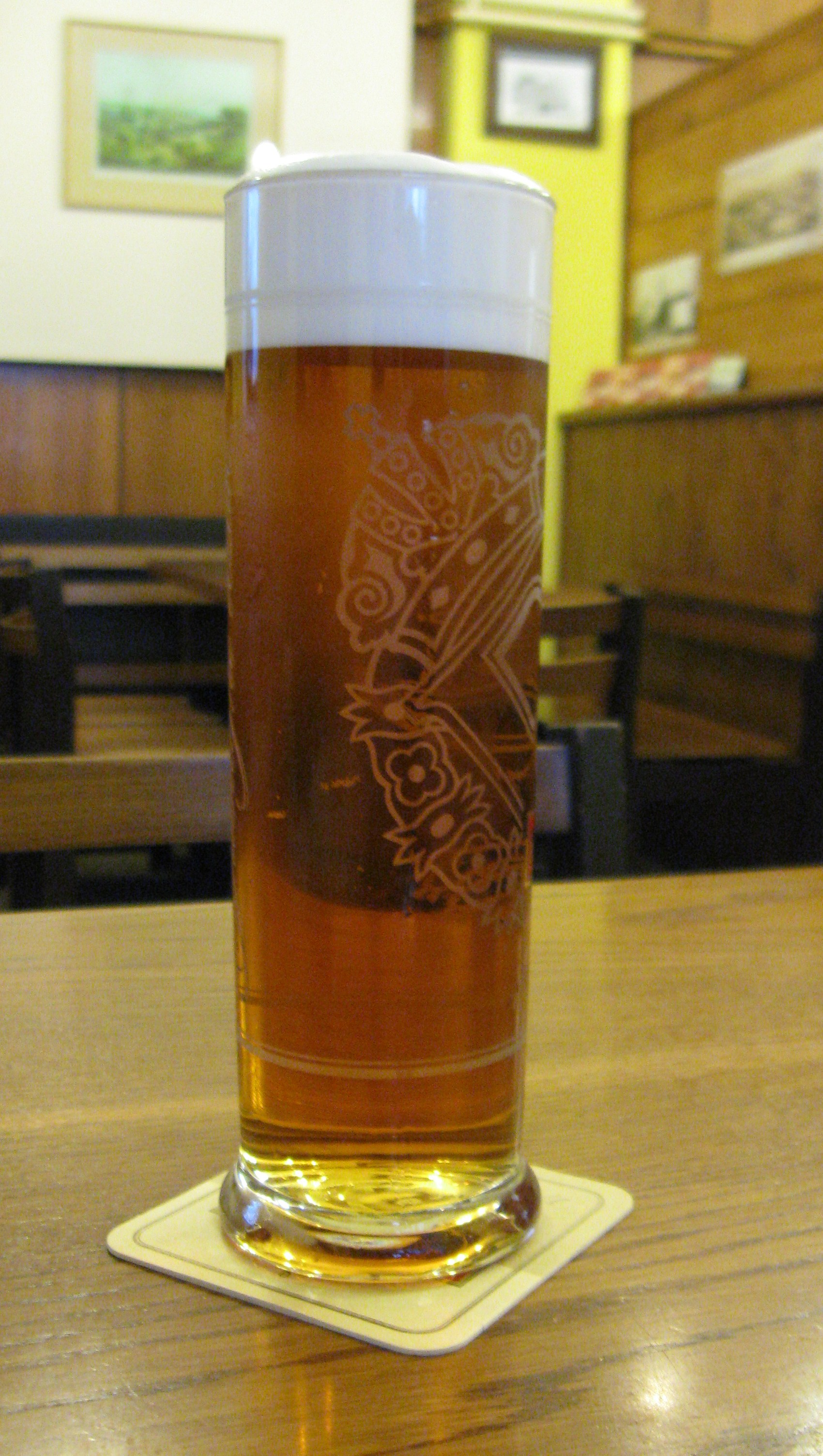
Fassbier „Krušovice Mušketýr“

- Krušovice Světlé (hell, 3,8 Vol.-% Alkohol)
- Krušovice Černé (dunkel, 3,8 Vol.-% Alkohol)
- Krušovice Mušketýr 11° („Musketier“; dunkles Lagerbier, 4,5 Vol.-% Alkohol)
- Krušovice Imperial 12° (helles Lagerbier, 5,0 Vol.-% Alkohol)
- Krušovice Jubilejní ležák (helles Lagerbier; 4,7 Vol.-% Alkohol)
- Krušovice Radler (Mischgetränk aus Bier und Zitronenlimonade, 2,2 Vol.-% Alkohol)
- Krušovice pšeničné (Weizenbier), 4,3 Vol.-% Alkohol

## Produktionszahlen
| Jahr | Bierausstoß in Hektoliter | Angestellte |
| ---- | ------------------------- | ----------- |
| 1991 | 252.025                   |             |
| 1996 | 740.490                   | 316         |
| 2000 | 790.091                   |             |
| 2001 | 710.588                   | 336         |
| 2002 | 678.399                   | 340         |
| 2007 | 700.000                   |             |